# Quiabentia verticillata
Quiabentia verticillata es una especie de planta fanerógama perteneciente a la familia Cactaceae. Es un endemismo de Sudamérica. 

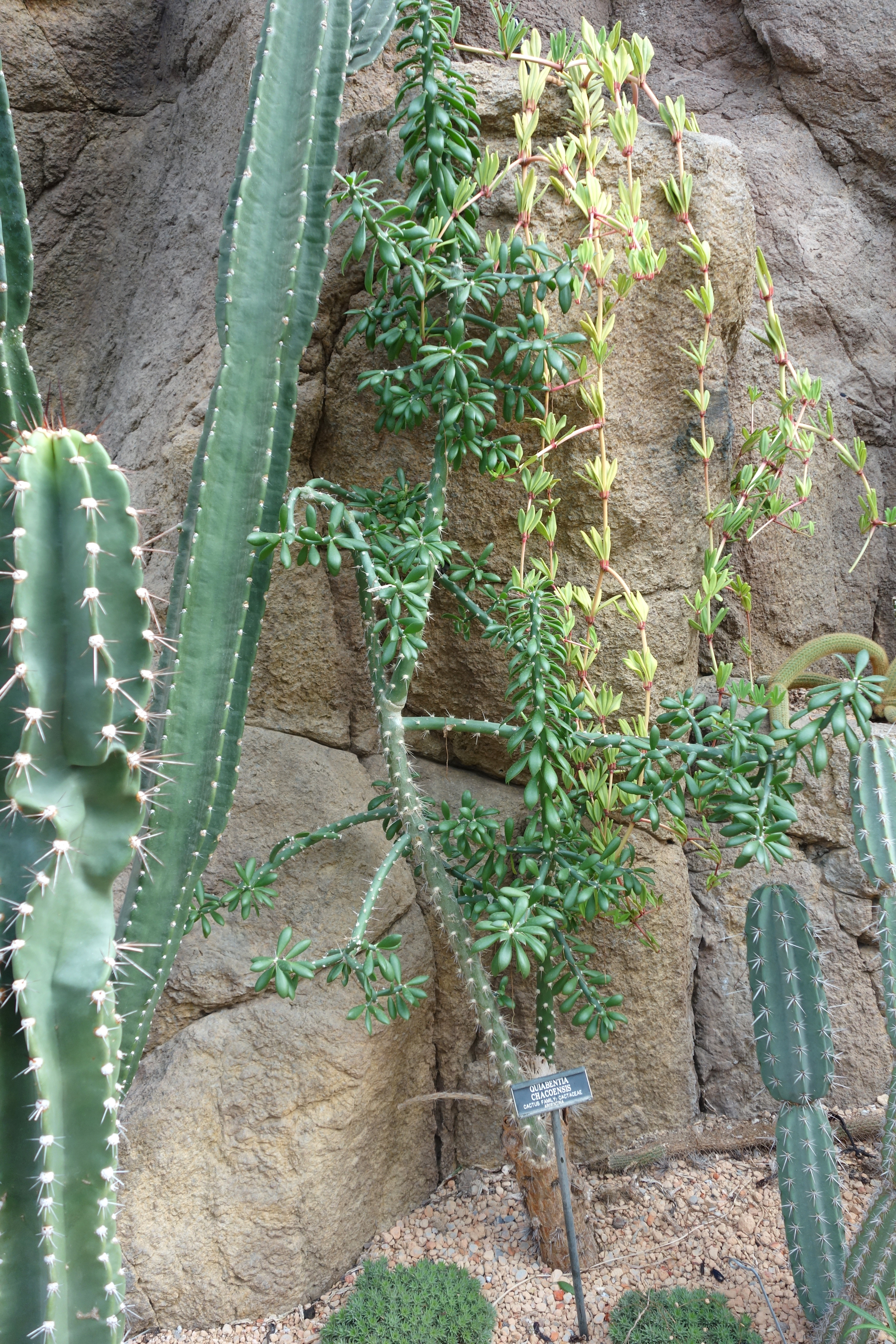
Vista de la planta

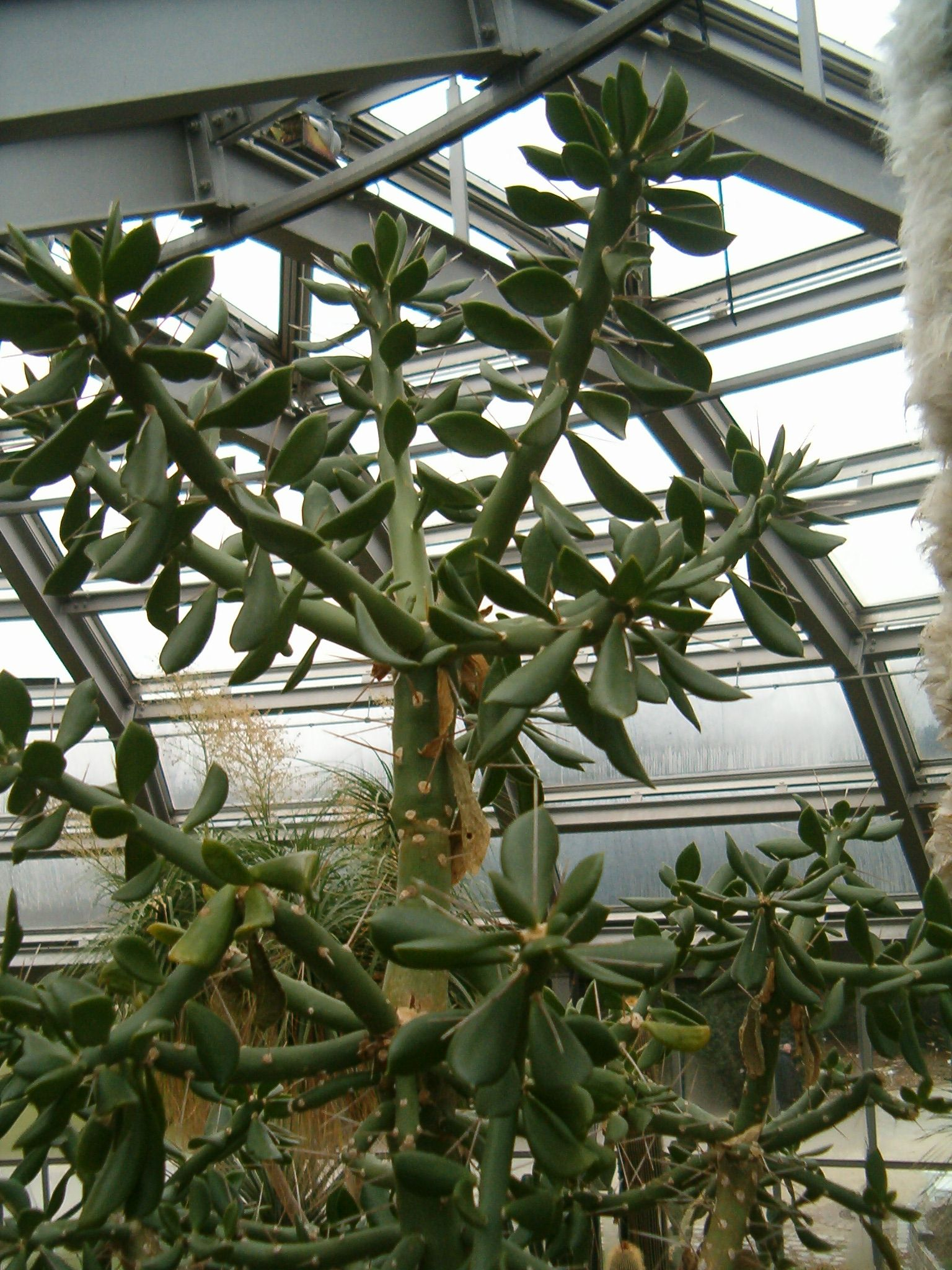
Vista de la planta

## Descripción
Quiabentia verticillata crece como un árbol o arbustiva y alcanza in tamaño de 2 a 15 metros. Sus hojas de 4 a 5 centímetros de largo y de hasta 2 cm de ancho  son ovaladas a lanceoladas. Están equipadas con varias espinas de 7 centímetros de largo. Las flores son de color rojo brillante de 1,5 centímetros de largo.

## Hábitat
Esta especie crece en Argentina, en Chaco, Formosa, Jujuy y Salta; en Bolivia, en Cochabamba, Chuquisaca, Santa Cruz y Tarija; y en el noroeste de Paraguay. Se produce en las elevaciones de 0 a 1000 m s. n. m. Esta especie se encuentra en las zonas secas y bajas, a veces asociados con Pereskia sacharosa. Crece en suelos arcillosos.

## Taxonomía
Quiabentia verticillata fue descrita por (Vaupel) Borg y publicado en Kakteen 46. 1929.
Etimología
Quiabentia: nombre genérico que deriva de un nombre vernáculo brasileño.
verticillata: epíteto latíno que significa "con verticilos"
Sinonimia
- Grusonia verticillata (Vaupel) G.D.Rowley
- Pereskia pflanzii Vaupel
- Pereskia verticillata Vaupel
- Quiabentia chacoensis Backeb.
- Quiabentia chacoensis var. jujuyensis Backeb.
- Quiabentia pereziensis Backeb.
- Quiabentia pflanzii (Vaupel) Borg
- Quiabentia pflanzii (Vaupel) Vaupel ex Berger
- Quiabentia verticillata (Vaupel) Vaupel ex Berger	[4]